# Lucio Rutilio Propincuo
Lucio Rutilio Propincuo fue un senador romano del siglo II, que desarrolló su carrera política bajo los imperios de Domiciano, Nerva, Trajano y Adriano.

## Carrera política
A través de un diploma militar romano, fechado el 29 de junio de 120, se sabe que fue cónsul sufecto junto con Cayo Quincio Certo Publicio Marcelo, habiendo ocupado el puesto seguramente desde mayo hasta junio, lo que se ve confirmado a través de las actas de la cofradía de los Arvales.